# 필러 (보충재)
필러(영어: Filler)는 주름이나 패인 흉터 등에 주사하거나 삽입하는 보완 재료나 내용물이다. 콜라겐, 지방, 히알루론산, 하이드록시 아파타이트, 폴리 메타크릴, 보톡스 등이 있다. 유지시기에 따라 영구적, 반영구적, 일시적인 필러로 분류한다. 대표적인 제품은 모나리자(제노스에서 제조), 레스틸렌(갈더마에서 제조), 쥬비덤(엘러간에서 제조), 이브아르(LG에서 제조) 등이다.

## 적응증
주름, 흉터, 미용성형과 볼륨유지가 필요한 성대 등 인체장기 등에 광범위하게 사용된다.

## 참고 및 관련 자료
- “2009 인도국제성형외과학회 뉴스레터”. 2009년 7월 13일에 확인함.
- 류광현 기자 (2008년 7월 4일). “"꼬리표 없는 필러시술 환자,의사 주의 하세요"”. 메디컬투데이. 2009년 7월 14일에 확인함.